# Coup d'État de 1995 à Sao Tomé-et-Principe
Le coup d'État de 1995 à Sao Tomé-et-Principe est une tentative de coup d'État militaire survenue le 15 août 1995 à Sao Tomé-et-Principe.

## Déroulement
Le coup d'État est lancé contre le gouvernement du président Miguel Trovoada et est dirigé par le lieutenant Manuel Quintas de Almeida. La cause immédiate du coup d'État est un long retard de six mois dans le salaire des soldats et les mauvaises conditions d'approvisionnement et de vie des soldats,. 
Sous la pression de la communauté internationale, l'armée rend le pouvoir à Miguel Trovoada le 22 août,.